# Символон
Символон (греч. Σύμβολο) — низкий горный хребет в Греции, тянется с северо-востока на юго-запад на юго-западе периферийной единицы Кавала в периферии Восточная Македония и Фракия, к юго-западу от города Кавала, вдоль берега Эгейского моря от залива Кавала (Κόλπος Καβάλας) до залива Орфанос, параллельно горам Пангеон, от которых отделён долиной реки Мармара, прорезающей горы Символон у восточной оконечности и впадающей в Эгейское море. По долине реки проходит дорога Салоники — Кавала — Александруполис (Европейский маршрут E90). Высочайшая вершина — гора Цали (Αγριάδα ή Τσαλί) высотой 694 м над уровнем моря.
Благодаря расположению, с гор открывается вид на долину реки Места (Нестос), острова Самотраки и Тасос, на горы Афон, Пангеон и Фалакрон, на равнину Драма.
Горы покрыты лесами. Подножья южных склонов в районе деревень Элеохорион, Миртофитон и Фолеа распаханы.
В древности горы назвались Симбол (др.-греч. Σύμβολον).